# بيت القاعف (أرحب)

تعديل مصدري - تعديل

بيت القاعف هي إحدى قرى عزلة المنصور بمديرية أرحب التابعة لمحافظة صنعاء، بلغ تعداد سكانها 274 نسمة حسب تعداد اليمن لعام 2004.